# トンジェ州
トンジェ州(トンジェしゅう、英語：Tonj State)は、南スーダン北西部のバハル・アル・ガザール地方東部にかつて存在した州。2015年成立、2020年廃止。
2014年の人口は44万8950人。
州都はトンジェ。

## 隣接州
- 北東：北部リエチュ州
- 東：南部リエチュ州
- 南東：ゴク州
- 南：西部レイク州
- 南西：グブドゥウェ州
- 西：ワーウ州
- 北西：ゴグリアル州[5]

## 地理
北部にジュー川が、南部にトンジェ川が流れる。
農業に適した土地が広がる。

## 行政区画
以下の1市と17郡から成る。
- トンジェ市
- アコプ郡
- アナナタク郡
- キリク郡
- コンッゴー郡
- シエトゥ郡
- パゴル郡
- マニャン・ンゴク郡
- マンロオー郡
- ルアルベトゥ郡
- 中ルアニュジャン郡
- 東ルアニュジャン郡
- 南ルアニュジャン郡
- 北ルアニュジャン郡
- ロウ・アリーク郡
- ロウ・パヘー郡
- ワッラプ郡
- ワンハレル郡